# 模稜宦蝦
模稜宦蝦（学名：Agononida incerta）为鎧甲蝦科宦蝦属下的一个种。